# Lorima Dau
Lorima Dau (22 gennaio 1983) è un calciatore figiano, difensore del Ba.

## Carriera

### Club
Ha giocato nel campionato figiano e papuano.

### Nazionale
Ha debuttato in Nazionale nel 2002. Ha partecipato, con la Nazionale, alla Coppa delle nazioni oceaniane 2004.